# Bharata (Stamm)
Die Bharata waren einer von etwa dreißig indoarischen Stämmen des Punjab zu rigvedischer Zeit. Unter ihrem König Sudas(a) gewannen sie die epische Zehnkönigsschlacht gegen die Puru (d. h. ihre Verwandten) und andere indoarische Stämme, aber auch nichtarische Dasyu, was ihnen für einige Zeit die Vorherrschaft im Punjab sicherte (Rigveda VII, 18). Offenbar begann hier eine Zeit der politischen Konzentration unter den halbnomadisch lebenden Indoariern, die sich dann unter den Kuru-Panchala fortsetzte. 